# Geophis brachycephalus
Espèce
Synonymes
- Colobognathus brachycephalus Cope, 1871
- Colobognathus dolichocephalus Cope, 1871
- Geophis moestus Günther, 1872
- Geophis chalybaea quadrangularis Günther, 1893
- Geophis dolichocephala (Cope, 1871)
- Geophis bakeri Taylor, 1954

Statut de conservation UICN

 LC  : Préoccupation mineure
Geophis brachycephalus  est une espèce de serpents de la famille des Dipsadidae.

## Répartition
Cette espèce se rencontre jusqu'à 2 115 m d'altitude au Costa Rica et dans l'ouest du Panama.

## Description
C'est un serpent ovipare.

## Publication originale
- Cope, 1871 : Ninth Contribution to the Herpetology of Tropical America. Proceedings of the Academy of Natural Sciences of Philadelphia, vol. 23, no 2, p. 200-224 (texte intégral).